# Hauteville-sur-Mer

Hauteville-sur-Mer este o comună în departamentul Manche, Franța. În 1 ianuarie 2022 avea o populație de 707 de locuitori.